# Szymon Kiwilsza
Szymon Kiwilsza (ur. 27 listopada 1997 w Koszalinie) – polski koszykarz, występujący na pozycji środkowego, od 2023 zawodnik Enea Abramczyk Astorii Bydgoszcz.
20 czerwca 2018 został zawodnikiem GTK Gliwice.
17 lipca 2019 dołączył do Legii Warszawa. 20 stycznia 2020 opuścił klub. Dzień później został zawodnikiem I-ligowej Weegree AZS-u Politechniki Opolskiej. 29 lipca powrócił do swojego pierwszego klubu WKK Wrocław. 9 czerwca 2023 zawarł umowę z Enea Abramczyk Astorią Bydgoszcz.

## Osiągnięcia
Stan na 28 listopada 2023, na podstawie, o ile nie zaznaczono inaczej.
Drużynowe
- Mistrz Polski juniorów (2015)
- Brązowy medalista mistrzostw Polski juniorów starszych (2016)

Indywidualne
- Zaliczony do I składu mistrzostw Polski:
  - juniorów (2015)
  - juniorów starszych (2016)

Reprezentacja
- Uczestnik mistrzostw Europy:
  - U–16 (2013 – 12. miejsce)
  - U–18 dywizji B (2015 – 4. miejsce)
  - U–20 dywizji B (2017 – 5. miejsce)